# Kinnaur
Kinnaur (em hindi: किन्नौर जिला) é um distrito do estado do Himachal Pradexe, no norte da Índia. Tem sede administrativa em Reckong Peo, está dividido em tês áreas administrativas — Pooh, Kalpa e Nichar — e tem seis tehsils — Kalpa, Pooh, Sangla, Moorang, Hangrang e Tapri. Tem 6 401 km² de área e em 2011 tinha 84 298 habitantes (densidade: 13,2 hab./km²).
O Kinnaur Kailash, uma montanha majestosa com 6 050 m, sagrada para hindus e budistas e associada ao deus Xiva, situa-se no distrito. É famosa pela formação rochosa no seu cume, considerada um lingam (falo de Xiva). Não obstante ser o segundo distrito menos populado do Himachal Pradexe a seguir ao vizinho Lahaul e Spiti, nele são faladas nove línguas.
A maior parte de população é hindu (77%), havendo uma numerosa minoria budista (21%) e uma minúscula minoria muçulmana (0,5%).

## Descrição
Reckong Peo, situada perto de Kalpa, encontra-se cerca de 225 km a nordeste da capital estadual Shimla. O distrito forma o canto nordeste do Himachal Pradexe, fazendo fronteira com o Tibete a leste e com o estado indiano de Uttarakhand a sul. É uma área montanhosa dos Himalaias, que tem duas grandes cordilheiras — os Grandes Himalaias e Zanskar — as quais rodeiam os vales do Sutlej, de Spiti e de Baspa (também conhecido por vale de Sangla) e seus afluentes. As encostas das montanhas estão cobertas de florestas densas, pomares, campos agrícolas e aldeias pitorescas.[carece de fontes?]
O distrito foi aberto a forasteiros em 1989. A antiga estrada Hindustão-Tibete cruza o distrito ao longo da margem do rio Sutlej antes de entrar no Tibete pelo passo de Shipki La (3 930 m de altitude), cuja fronteira só está aberta para gente local.[carece de fontes?]
O distrito foi criado em maio de 1960; antes disso, Kinnaur fazia parte do antigo tehsil de Chini do distrito de Mahasu. Antes da independência da Índia, os territórios de Kinnaur faziam parte do estado principesco de Bushahr, cuja capital foi Kamru e posteriormente Rampur. Não há registos históricos da história primitiva da região, a qual praticamente só aparece mencionada com o nome Kinnaur ou Kannaura em lendas e registos mitológicos.
Clima
O distrito, um dos mais pequenos da Índia, é montanhoso, com altitudes entre os 2 230 e os 6 816 m. O clima é temperado devido à altitude, com longos invernos entre outubro e maio, e verões curtos, entre junho e setembro. As partes mais baixas dos vales do Sutlej e de Baspa recebem chuvas de monção no verão, enquanto que a maior parte das áreas mais altas se situam na área de sombra de chuva. Estas áreas são áridas, com clima semelhante ao do Tibete e paisagens similar às da Ásia Central.[carece de fontes?] Um estudo realizado em 2016 pelo Instituto Indiano de Tecnologia de Deli concluiu que Kinnaur era o distrito indiano com o ar mais limpo.
Flora e fauna
Algumas partes de Kinnaur situam-se a grande altitude, onde a vegetação é esparsa e consiste sobretudo em herbáceas duras. Espécies alpinas como 	juníperos, pinheiros, abetos, ciprestes e rododendros são comuns em altitudes entre os 3 500 e os 5 000 m, especialmente na parte central de Kinnaur. Em altitudes mais baixas crescem árvores de climas temperados, como carvalhos, castanheiros, bordos, bétulas, amieiros, magnólias, macieiras e damasqueiros.[carece de fontes?]
Os camponeses locais criam iaques e dzos nas áreas mais altas. Há pequenas populações dispersas de ursos-negros-himalaios e de póneis selvagens.[carece de fontes?]